# Али аль-Астурлаби
Али ибн Иса аль-Астурлаби (араб. علي بن عيسى الاسطرلابي‎; IX век) — арабский астроном и географ IX века. Написал трактат об астролябии и был противником астрологии.
Родом из Харрана. Участвовал в наблюдениях в Багдаде (829—830) и Дамаске на горе Джебель-Касиюн (832—833). Во время правления аль-Мамуна участвовал в экспедиции в долину Синджар для измерения длины градуса и окружности Земли.

## Труды
- Трактат о действиях с астролябией (Трактат об астролябии, «Рисала аль-амаль би-ль-астурляб»);
- Тимпан горизонтов («ас-Сафиха аль-афакийя») ;
- Трактат о действиях с лунным тимпаном и диском затмений («Рисала аль-амаль би-с-сафиха аль-камарийя ва-ль-хукк[а] аль-кусуфийя») — трактат содержит описание «диска Луны» и «тимпана затмений», моделировавших движение Луны и Солнца;
- Трактат об опровержении искусства приговоров звёзд («Рисала фи-ибтал сина а ахкам ан-нуджум»)[2].